# Ancyromonadida
Ancyromonadida o Planomonadida è un piccolo gruppo di protistas biflagelados presenti nel suolo e negli habitat acquatici, dove si nutrono di batteri. Comprende organismi d'acqua dolce o marina, bentonicos, compressi dorsoventralmente e con due flagelos disuguali, ciascuno emergente da una tasca separata. Il flagelo anteriore apical può essere molto sottile o terminare nella membrana cellulare, mentre il flagelo posteriore è lungo e inserisce ventral o lateralmente. La membrana cellulare sostiene in una teca sottile di un solo strato e le creste mitocondriales sono discoidales/piatte.